# Jean-François Martin-Culet
Pas d'image ? Cliquez ici

a Compétitions nationales et continentales officielles uniquement.

Jean-François Martin-Culet, est né le 19 janvier 1974 à Grenoble, est un ancien joueur français de rugby à XV qui évoluait au poste de talonneur (1,83 m pour 93 kg).

## Carrière
Jean-François Martin-Culet a commence à pratiquer le rugby au CS Villard-Bonnot où il est surnommé Nounours avant de rejoindre le FC Grenoble.
Il commence sa carrière professionnelle au CS Bourgoin-Jallieu où il joue de 1996 à 2002 avant de retourner au FC Grenoble pour y jouer de 2002 à 2005.
Il dispute 12 matchs de Coupe d'Europe avec Bourgoin et 29 matchs de challenge européen avec Bourgoin et Grenoble.
Après sa carrière de joueur il devient entraîneur du FC Grenoble aux côtés de Franck Corrihons de 2005 à 2007

## Palmarès
Avec le FC Grenoble
- Challenge Pierre-Gaudermen :
  - Vainqueur (1) : 1991[2]
- Coupe Frantz Reichel :
  - Champion (1) : 1992
  - Vice-champion (1) : 1993

Avec le CS Bourgoin-Jallieu
- Championnat de France de première division :
  - Vice-champion (1) : 1997
- Bouclier européen :
  - Vainqueur (1) : 1997
  - Finaliste (1) : 1999
- Coupe de France :
  - Finaliste (2) : 1997 et 1999